# Rudolf Hohl (Geologe)
Hermann Robert Rudolf Hohl (* 17. August 1906 in Leipzig; † 26. Juni 1992 in Halle (Saale)) war ein deutscher Geologe.

## Leben
Der Sohn des Kaufmanns Hugo Hohl und seiner Ehefrau Marie geborene Freytag erhielt nach vierjährigem Besuch der damaligen III. Höheren Bürgerschule in Leipzig (1913–1917) seine höhere Schulbildung ab 1917 auf dem Königin-Carola-Gymnasium in Leipzig-Connewitz, das er 1926 mit dem Reifezeugnis verließ. Von 1926 bis 1930 studierte er an der Universität Leipzig Naturwissenschaften (Geologie-Paläontologie, Mineralogie-Petrografie, Geografie und Chemie). 1932 promovierte er in Leipzig bei Franz Kossmat über das Thema: Das Klippengebiet von Reuth-Gefell im nordwestlichen Vogtland. Bei Kossmat arbeitete er bis 1935 als Assistent, um danach in Leipzig in den höheren Schuldienst einzutreten. Mit Kriegsbeginn zur Wehrmacht eingezogen wurde er in Norwegen als Wehrmachtsgeologe eingesetzt. 1940 wurde die Ehe mit Margot-Gerti Hönemann geschlossen, aus der ein Sohn (1944) und eine Tochter (1950) hervorgingen. Ab 1948 wurde er von der „Geologischen Landesanstalt in der sowjetischen Besatzungszone“ mit angewandt-geologischen Arbeiten (Erkundung von Braunkohle und Steine-und-Erden-Lagerstätten und hydrogeologischen Gutachten) betraut, die 1951 in „Staatliche Geologische Kommission, Außenstelle Freiberg/Sachsen, Arbeitsstelle Leipzig“ umbenannt wurde. Durch sein Engagement wurde er 1958 zum Nachfolger des sächsischen Seniorgeologen Kurt Pietsch zum Chefgeologen des Geologischen Dienstes Freiberg/Sachsen berufen, dem er bis 1960 vorstand. Schon 1951 hatte Rudolf Hohl einen Lehrauftrag für angewandte Geologie am Geologisch-Paläontologischen Institut der Martin-Luther-Universität Halle-Wittenberg (MLU) erhalten, den er bis 1959 innehatte. Darüber hinaus übertrug ihm die Bergakademie Freiberg von 1959-1962 einen Lehrauftrag für Hydrogeologie. Auf Grund seiner überragenden Leistungen wurde er am 7. Oktober 1959 zum Professor ernannt. Am 1. Januar 1960 berief ihn die MLU als Professor mit vollem Lehrauftrag an das Geologisch-Paläontologische Institut Halle, 1963 wurde er Professor mit Lehrstuhl, ab 1968 leitete er den Lehrstuhl für Geologie, ab 1969 den Fachbereich Geologie in der Sektion Geografie. Mit Wirkung vom 1. September 1969 wurde er zum ordentlichen Professor für Geologie umberufen. Er wirkte für drei Jahre als Prodekan bzw. als Dekan (1963–1966) der Mathematisch-Naturwissenschaftlichen Fakultät sowie als Mitdirektor des Geologisch-Paläontologischen Instituts (1962–1967). Im Rahmen der III. Hochschulreform gelang es ihm die Geologie in der 1969 gegründeten Sektion Geografie fest zu verankern und er war bis zu seiner Emeritierung 1971 Leiter des Wissenschaftsbereiches Geologie der MLU. Auch nach seinem Ausscheiden hat er das geologische Kolloquium geleitet, eine Vielzahl von Dissertationen und Habilitationen betreut und ist durch zahlreiche weitere Publikationen hervorgetreten, u. a. als Herausgeber und Mitautor der „Entwicklungsgeschichte der Erde“ (mit mehreren Auflagen zwischen 1955 und 1981) und als langjähriger Editor des „Halleschen Jahrbuchs für Mitteldeutsche Erdgeschichte“ und des aus ihm hervorgegangenen „Halleschen Jahrbuchs für Geowissenschaften“.
Im Jahr 1961 wurde Mitglied der Deutschen Akademie der Wissenschaften zu Berlin, Sektion für praktische Geologie und angewandte Geophysik, ab 1962 ist er Ehrenmitglied der Ungarischen Hydrologischen Gesellschaft; 1966 wurde er zum Mitglied der Leopoldina gewählt. 1991 wurde er Ehrenmitglied im Thüringischen Geologischen Verein.

## Schriften
- Herausgeber: Die Entwicklungsgeschichte der Erde, Leipzig, Brockhaus, 7. Auflage 1989 (darunter von Hohl u. a. der Beitrag Geotektonische Hypothesen)
- Mitautor: Die Erde. Sphären, Zonen, Regionen, Territorien (Herausgeber Johannes F. Gellert) Urania-Verlag, Leipzig-Jena-Berlin 1982
- Herausgeber und Mitautor: Unsere Erde. Eine moderne Geologie. Urania-Verlag, Leipzig-Jena-Berlin. 1. Auflage 1974
- Herausgeber: Hohl, R., Matthes, H. W.: Hallesches Jahrbuch für Mitteldeutsche Erdgeschichte, 8. Band, B. G. Teubner, Leipzig 1967
- H. Karrenberg (Hrsg. und Autor), R. Hohl, A. Pahl, H.-J. Schneider, M. Wallner: Hydrogeologie der nichtverkarstungsfähigen Festgesteine. Springer Verlag, Wien, New York  1980
- Hohl, Rudolf: Wandernde Kontinente. Akzent-Reihe Band 75. Urania-Verlag Leipzig – Jena – Berlin 1985